# جيمي هانفورد
جيمي هانفورد (بالإنجليزية: Jamie Hanford)‏ هو لاعب اللاكروس أمريكي، ولد في 25 مايو 1975 في دارين في الولايات المتحدة.